# 後藤輝樹
後藤 輝樹（ごとう てるき、1982年〈昭和57年〉12月8日 - ）は、日本の政治活動家、YouTuber、音楽家。元自衛官。

## 経歴

### 立候補まで
1982年12月、東京都で生まれ、横浜市で育つ。神奈川県立清水ヶ丘高等学校卒業。
また、時期は不明であるが、徴兵制賛成の観点から陸上自衛官として1年弱任用されていたと語っている。

### 選挙候補者として
初出馬は2011年神奈川県議会議員選挙であり、横浜市南区で立候補するも、落選したが、供託金60万円は返還された。
2012年の目黒区長選挙と同年の港区長選挙、2013年には千代田区長選挙に立候補したいずれも落選して供託金各100万円は没収された。
2013年と2017年の都議会議員選挙に千代田区から立候補するもいずれも落選して各供託金60万円も没収された。
2015年の千代田区議会議員に立候補して落選するが、供託金30万円は返還された。
2016年東京都知事選挙では得票数約7000票、投票数順位13位で落選したものの、政見放送が話題を呼んだこともありYahoo! JAPANでの検索結果では全候補者中4位にランクインした。2017年に2017年東京都議会議員選挙、2019年には2019年神奈川県議会議員選挙に出馬し、それぞれ落選したが神奈川県議会議員選挙の供託金60万円は返還された。
2020年には2020年東京都知事選挙に立候補した。選挙ポスターに『コードギアス』シリーズの登場人物ルルーシュ・ランペルージを想起させるコスプレ衣装とキャッチコピーの写真を使用した。
2020年7月14日、AbemaTV「スピードワゴンの月曜The NIGHT」に同じ都知事候補者であった西本誠（スーパークレイジー君）と出演。政見放送や報道番組を除くとメディア初出演となる。
2021年3月4日告示、3月21日投開票の千葉県知事選挙に立候補。続いて同年7月4日投開票の2021年東京都議会議員選挙にも葛飾区から立候補するがいずれも落選しして供託金前者300万円・後者60万円もそれぞれ没収された。
2021年11月9日開票の葛飾区議会議員選挙では落選した場合、地方へ移住すると宣言して立候補するも、落選して供託金30万円は返還された。公約とおり長野県茅野市へ移住した。
2022年7月10日投開票の第26回参議院議員通常選挙では東京都選挙区から立候補したが、34人中21位で落選した。供託金300万円も没収された後藤はこの選挙の落選をもって国政選挙からの引退を表明し、同時に自身と政策や思想の近い参政党を支持すると表明した。
2023年の統一地方選挙では、4月23日に実施された茅野市議会議員選挙に立候補したが、20人中19位となり次点で落選したが供託金30万円は返還された。
2023年8月28日に実施された秦野市議会議員選挙に立候補したが、36人中32位となり落選したが供託金30万円は返還された。
2024年3月24日に実施された湯河原町議会議員選挙に立候補したが、20人中19位となり落選して供託金15万円も没収された。
2024年7月7日に実施された東京都知事選挙に立候補したが、56人中14位となり落選して供託金300万円も没収された。

## 主張
日本を「世界一強く、世界一優しく、世界一面白く（美しく）、世界一幸せな国」としたいと考えており、世界から求められる日本国家の創造を目標に掲げている。Webサイトでは経済の電子化や性風俗産業の社会的地位の向上、少子化対策、原子力発電所などのトピックに対する見解が公開されている。
愛国者で、戦前の日本の強さを取り戻したいという感情があることから、右翼あるいは極右的な政策が多い。ただし、本人は「右でも左でもない」「愛国左翼」と自称している。

### 皇室
天皇を国家元首であると憲法に明記する事に賛成している。また、皇族の敬称として「さま」をつける事に反対しており、天皇制という用語の使用についても「蔑称、差別的表現」だとして禁止すべきだと主張している。

また、学校教育において天皇や皇室に対する言葉遣い・作法・知識を学ばせることを主張している。

#### 男系皇統の護持
男系皇統護持を支持しており、旧皇族の皇籍復帰や側室復活に賛成している。

また、男系であれば女性天皇は賛成しているが、女系天皇や女性宮家の創設に反対している。

#### 皇紀の使用
後藤は日本の暦の標準として神武天皇即位紀元を使用すべきだとしており、選挙における経歴放送でも自身の生年月日を「皇暦2642年12月8日」としている。

### 歴史観
南京大虐殺や旧日本軍による従軍慰安婦強制、関東大震災における朝鮮人虐殺の存在を否定する立場をとっている。　　　

### 環境主義
食品添加物や農薬などの化学物質の使用規制、ポイ捨てや不法投棄への罰則強化、海や川などの水質浄化、排気ガスの排出ゼロ化、外来種駆除と生態系保護、リサイクル循環型社会の実現など環境主義的な主張も多い。

### 外交と反レイシズム
また、韓国との国交断絶を主張しているが、「愛国心を口実に他民族を罵倒するような、嫌悪感を抱く排外主義は断固否定する」としている。ただし、ヘイトスピーチ解消法（本人は「ヘイトスピーチ禁止法」と呼称）を「反日勢力による日本叩き」「日本を弱体化させようと、または、弱いままにしておこうとしている輩によるもの」として制定以前から法制定に反対している

### 東京都知事選における主張
東京都知事選挙では、都営地下鉄と東京メトロの乗り継ぎの際の二重払い解消と利便性の向上、キャッシュレスやペーパーレスによる人工知能利用を肯定しているほか、新型コロナウイルス感染症（COVID-19）の流行に伴う経済自粛には反対の立場を取る。また2020年東京オリンピックについては、2016年都知事選では中止を主張していたが、2020年都知事選では中止に反対し、開催地は東京に集中させるのではなく地方分権を鑑みて分散させるべきであると述べた。ただし、マラソン・競歩の開催地を札幌市に移すことには反対の声を上げている。
後述する派手な政見放送パフォーマンスとは裏腹に選挙活動は大人しく、個人演説は小規模であり、街頭演説は行わないとも主張していた。

### 国家システムと憲法について
後藤は大日本帝国憲法をモデルとした自主憲法制定を主張している。また、天皇を国家元首に据えた上で、大統領制もしくは首相公選制を導入することを掲げている。

### 「反日勢力」に対する見方
後藤は、国批判、政府批判、地方主権論賛成派やマスコミ、自虐史観教育を受けて日本に対する好感情を持たなくなった日本人を「反日日本人」と位置付けており、アメリカ合衆国など第二次世界大戦における連合国（戦勝国）と共に「反日勢力」として非難している。また後藤は「このまま行くと、日本は、日本人だけの国ではなくなり、たくさんの外国人が住み、公用語は英語と日本語になり、アメリカ、中国、ロシア、朝鮮の緩衝地帯となり、日本のアイデンティティが失われてしまいます」としている。

### アメリカ合衆国に対する感情
後藤は「無差別爆撃をされて、核兵器も2発落とされ、多くの日本人女性がレイプされ、それでもアメリカに隷従しているのが、敗戦後のこの国の現状だ。アメリカはWGIPや3S政策などを駆使し、日本人のメンタルを自虐史観に洗脳し、日本人は去勢されてしまった」「日本人はアメリカに去勢され、洗脳されている。アメリカは日本全土への無差別爆撃と（必要なかった）2発の核兵器で、日本の民間人を虐殺し、占領しては日本人女性をレイプした。そして恨みの矛先が自身（アメリカ）に向かないよう、ソ連と韓国が日本の領土を強奪するのを黙認し、そして今なおアメリカは、日本の領土を侵略し、日本全土にアメリカ軍を駐留させ、日本を植民地化している」「日本人は、アメリカにとって都合のよい情報だけを与えられ、印象操作や世論誘導で操られ、それ以外の情報は基本的に遮断されてきた。日本のメディアで、アメリカの恐さを指摘してるメディアを私は知らない」「アメリカは最低な国」「アメリカは、日本を未来永劫、アメリカ依存にさせるだけでなく反米感情を逸らすために、領土問題や歴史認識、イデオロギーなどで、日本と支那、北朝鮮、韓国、ロシアと対立させている。これがアメリカの対日戦略であり日本の現実だ」など、強い反米感情を持っていると取れる見解を自身のサイトで公開している。
ただし、日米同盟は維持しつつ在日米軍を50年以内に撤退させる事を主張する。

### 陰謀論
後藤は、自身のオフィシャルサイトにおいて、「アメリカは日本が外国に依存する国になる様に日本を徹底的に弱体化するよう努めた。」として、日本における飛行機産業衰退、日本における米離れ・洋食普及・食料自給率低下、大麻取締法制定による大麻草（麻）の日本社会から排除、国産OSTRONプロジェクトの衰退と国内におけるWindowsの普及などの責任がアメリカにあるとしている。

## 主な政見放送
2016年東京都知事選挙
性的表現を80個以上羅列し、その奇行と、演説の音声がNHKから規制（無音化）されたことで話題に上った。音声の規制に関して後藤輝樹はNHKを相手に裁判を起こしたが、この音声の削除は公職選挙法第150条の2の規定を踏まえたものであり、裁判は後藤による最高裁への上告まで発展したが、棄却されNHKが勝訴した。
2020年東京都知事選挙
NHKでの政見放送では、服を脱いでオムツ一枚になる、机の上で仰向けになる、椅子の上に立ち上がるといった奇行を見せた。NHK、TOKYO MXの両方の演説において性的表現を繰り返し、TOKYO MXでの放送では21か所の音声を削除されるに至った。一方、NHKでの放送では音声の削除は行われなかった。今回もインターネット上で話題を呼び、Twitter上で後藤輝樹の名がトレンド入りした。
2021年千葉県知事選挙
NHKでは、経歴紹介にて「彼女とのなれそめは昨年の都知事選」というナレーションの後、「○○さん大好きです」と話し始めた。その後も「きれいなところ」「まじめなところ」などと好きな理由を次々と挙げ、最後には「僕は死んでもかまいません。あなたを幸せにできないなら自決します。結婚してください」とプロポーズした。またチバテレビでの放送では、NHK版とは全く違うラップを披露した。画面内を動き回り、音の拾えないカメラ前に何度も大写しとなった。
2022年参議院議員選挙
黒っぽい和装に身を包み、冒頭で選挙歴を明かし、「今まで没収された供託金は1380万円。たくさんのお金と時間を費やし、落選しても落選しても私が諦めない理由は、恩返しがしたいからです」と自らの歩みを語った。次に1995年の沖縄米兵少女暴行事件の話を切り出し、「自分の国で起きた犯罪を自分の国で裁けない現実に憤りを感じました。敗戦後50年も経っているのに、たった1人の女の子さえ守れず、本当に情けない気持ち」と、政治家を志したきっかけを説明した。その上で「敗戦後の自虐史観教育の結果、日本人の魂は骨抜きにされ、アメリカの傀儡国家となり、周辺諸外国に土下座外交する国へと成り果てました」との認識を示し、「無気力、無関心になってしまった大和魂に、元気になってほしいのです。投票は無料です。無料で世界が変えられます」と主張した。

## 第三者の反応
2015年5月に政治資金規正法上でのその他政治団体「国民ファーストの会」を設立。これは都議会の政党「都民ファーストの会」に由来する。後藤は届け出た理由として「小池都知事に安易に国政に進出してほしくない」と語っている。実際、都民ファーストの会の国政進出時に若狭勝は「国民ファーストの会」も検討されたが、「混乱を与えてしまうので差し控えた」とし日本ファーストの会を設立した。なお、その他政治団体は名称保護されないため、政党要件を満たしていれば同名の政党を設立することは可能である。
2020年6月24日には、上記のコスプレ風選挙ポスターについて『コードギアス』シリーズの製作会社であるサンライズが後藤とサンライズおよび製作委員会の無関係を主張する事態に発展し、同日に後藤もTwitter上で謝罪文を掲載した。日本の弁護士である福井健策は、これに関して著作権侵害に当たる可能性は低く、コスプレを選挙ポスターに使用することの是非と当事者の声明を世間がどう受け止めるかが問題の本質であると指摘した。
同日、トランスヒューマニスト党として出馬したが、類似名称の日本トランスヒューマニスト協会は「当協会は一切の関係がございません」と関連を否定した。
2020年6月26日には、後藤輝樹の政見放送で論述されたマスターベーションにより世界を平和にするという概念について、その科学的な有効性をメンタリストのDaiGoが自身のYouTubeチャンネルで考察した。

## 選挙歴
| 当落 | 選挙                     | 執行日        | 年齢 | 選挙区           | 政党                                         | 得票数    | 得票率 | 定数 | 得票順位 /候補者数 | 政党内比例順位 /政党当選者数 |
| ---- | ------------------------ | ------------- | ---- | ---------------- | -------------------------------------------- | --------- | ------ | ---- | ------------------ | ---------------------------- |
| 落   | 神奈川県議会議員選挙     | 2011年4月10日 | 28   | 横浜市南区選挙区 | 無所属                                       | 5097票    | 7.39%  | 2    | 4/4                | /                            |
| 落   | 目黒区長選挙             | 2012年4月22日 | 29   | ――               | 無所属                                       | 2051票    | 3.65%  | 1    | 4/4                | /                            |
| 落   | 港区長選挙               | 2012年6月10日 | 29   | ――               | 無所属                                       | 2420票    | 6.43%  | 1    | 3/3                | /                            |
| 落   | 千代田区長選挙           | 2013年2月3日  | 30   | ――               | 無所属                                       | 202票     | 1.18%  | 1    | 4/5                | /                            |
| 落   | 東京都議会議員選挙       | 2013年6月23日 | 30   | 千代田区選挙区   | 無所属                                       | 306票     | 1.76%  | 1    | 4/4                | /                            |
| 落   | 千代田区議会議員選挙     | 2015年4月26日 | 32   | ――               | 無所属                                       | 130票     | 0.06%  | 25   | 36/38              | /                            |
| 落   | 東京都知事選挙           | 2016年7月31日 | 33   | ――               | 無所属                                       | 7031票    | 0.11%  | 1    | 13/21              | /                            |
| 落   | 東京都議会議員選挙       | 2017年7月2日  | 34   | 千代田区選挙区   | 国民ファーストの会                           | 602票     | 2.36%  | 1    | 4/4                | /                            |
| 落   | 神奈川県議会議員選挙     | 2019年4月7日  | 36   | 横浜市南区選挙区 | 横浜都構想を実現する会                       | 5476票    | 8.16%  | 2    | 3/3                | /                            |
| 落   | 東京都知事選挙           | 2020年7月5日  | 37   | ――               | （略称）トランスヒューマニスト党             | 2万1997票 | 0.36%  | 1    | 8/22               | /                            |
| 落   | 千葉県知事選挙           | 2021年3月21日 | 38   | ――               | ベーシックインカム党                         | 1万2150票 | 0.60%  | 1    | 8/8                | /                            |
| 落   | 東京都議会議員選挙       | 2021年7月4日  | 38   | 葛飾区選挙区     | SDGs党                                       | 1326票    | 0.90%  | 4    | 12/13              | /                            |
| 落   | 葛飾区議会議員選挙       | 2021年11月7日 | 38   | ――               | 後藤輝樹と世界を変える党                     | 1905票    | 1.18%  | 40   | 49/60              | /                            |
| 落   | 第26回参議院議員通常選挙 | 2022年7月10日 | 39   | 東京都選挙区     | メタバース党＠信州長野県茅野市を元氣にする会 | 1万9100票 | 0.30%  | 6    | 21/34              | /                            |
| 落   | 茅野市議会議員選挙       | 2023年4月23日 | 40   | ――               | ラブ＆ピース党                               | 398票     | 2.02%  | 18   | 19/20              | /                            |
| 落   | 秦野市議会議員選挙       | 2023年8月27日 | 40   | ――               | 家庭ゴミ有料化に反対                         | 384票     | 0.76%  | 24   | 32/36              | /                            |
| 落   | 湯河原町議会議員選挙     | 2024年3月24日 | 41   | ――               | 社会貢献党                                   | 42票      | 0.38%  | 14   | 19/20              | /                            |
| 落   | 東京都知事選挙           | 2024年7月7日  | 41   | ――               | ラブ&ピース党                                | 5419票    | 0.08%  | 1    | 14/56              | /                            |

## 選挙以外での活動
音楽家としても活動しており、「ところてん」「変なおじさん」「月の雫」「シコらせて oh my heart!」など自身の楽曲9曲を公開している。ほか、電子書籍「後藤輝樹2019遺言」を2020年3月19日より配信している。